# Miguel Cástulo Alatriste
Miguel Cástulo Alatriste Castro (Puebla de Zaragoza, Nueva España, Imperio Español. 26 de marzo de 1820-ibídem, 11 de abril de 1862) fue un abogado, militar y gobernador de Puebla, célebre por defender acérrimamente los ideales de la causa liberal. Tuvo una actuación destacada en la Guerra de Reforma (1858-1860). En la Segunda Intervención Francesa en México (1861-1867) fue capturado por las fuerzas conservadoras y fusilado. Su herencia en defensa de sus ideales se vio reflejada en sus descendientes, los hermanos Carmen, Natalia, Aquiles y Máximo Serdán Alatriste

## Vida
Miguel Cástulo de Alatriste Castro nació en la Ciudad de Puebla el 26 de marzo de 1820, fue hijo de José Joaquín de Alatriste, de oficio sastre y de Francisca Castro. A los 17 años ingresó al Colegio del Estado, tomando los estudios de jurisprudencia, se recibió de abogado por la Universidad de México el 9 de marzo de 1844. En 1846 le fue conferida la cátedra de derecho canónico en el Colegio de San Juan de Letrán en México y aproximadamente hasta 1852 fue abogado de pobres y síndico del Ayuntamiento. En 1852 regresó a su ciudad natal donde se estableció con su familia. 
En 1846 contrajo nupcias con doña Josefa Conrada Cuesta, procreando con ella 7 hijos varones y tres hijas, una de sus hijas, María del Carmen Alatriste Cuesta fue la madre de los hermanos Natalia, Carmen, Aquiles y Máximo Serdán Alatriste

## Carrera política y militar
En 1846 fue capitán del regimiento Hidalgo, guardia Nacional del Distrito Federal y en 1847 combatió bravamente al invasor norteamericano. Por sus méritos el 1.º de octubre de 1847 le fue conferido el grado de capitán del Batallón Iturbide, guardia nacional de Puebla.
En 1853 fue elegido alcalde segundo del Ayuntamiento de la Ciudad de Puebla, pero debido a sus desavenencias con el régimen de Antonio López de Santa Anna, fue desterrado a Veracruz en dos ocasiones, durante estos periodos se unió a la Revolución de Ayutla. Tras el avance de esta revolución, Alatriste regresa nuevamente a la Ciudad de Puebla, siendo designado primer alcalde de la ciudad en septiembre de 1855 y la designación de Juan N. Álvarez como presidente de la República es designado prefecto del Departamento de Puebla en enero de 1857, siéndole conferido el grado de coronel de infantería permanente.
Fue elegido como Gobernador del Estado de Puebla el 15 de junio de 1857 durante la presidencia de Ignacio Comonfort, en medio de la irritación social causada por la Ley Lerdo, teniendo graves confrontaciones con las autoridades eclesiásticas, el 10 de noviembre de 1857 tuvo que hacer frente a una conspiración en su contra, la cual fue sofocada rápidamente, siendo los promotores ejecutados inmediatamente por órdenes del Congreso en contra de la voluntad expresa del Gobernador Alatriste.
Tras el levantamiento de Comonfort en el Plan de Tacubaya; y el promunciamiento de Miguel María Echegaray, quien tomó el control de la plaza el 18 de diciembre de 1857; Alatriste partió rumbo a Veracruz a combatir en las filas liberales en la naciente Guerra de Reforma, en la cual obtuvo varias victorias en Veracruz y la Sierra Norte de Puebla.
El 20 de agosto de 1859 tomó Zacapoaxtla en unión del entonces diputado Juan N. Méndez, quien al poco tiempo desconoció el pacto y obligó a Alatriste a retirarse a Tlaxcala. Tras la victoria liberal en la Batalla de Calpulalpan, Miguel Cástulo Alatriste Castro regresó a Puebla, promulgando las leyes de Reforma en enero de 1861.
Al poco tiempo de su retorno a Puebla, los ánimos volvieron a caldearse debido en primer momento a la orden de exclaustración de los conventos religiosos (26 de febrero de 1861) y en segundo término a sus diferencias con el diputado Juan N. Méndez y otros diputados quienes le reprocharon su actitud durante la pasada guerra, a finales de agosto del mismo año, Alatriste tuvo que abandonar nuevamente la Ciudad de Puebla para confrontar un levantamiento en Tecali. sin embargo en su ausencia, las tropas conservadoras tomaron la ciudad el 1.º de septiembre, pero retirándose inmediatamente. El Congreso enfurecido atacó al gobernador haciéndolo responsable de la entrada del enemigo a la capital, el 3 de septiembre el General Alatriste presentó su renuncia y el 5 de septiembre entregó el cargo a Francisco Ibarra Ramos.

## Muerte
Al comienzo de la intervención Francesa fue designado como gobernador y comandante militar del Estado de Puebla, el General José María González de Mendoza. El General Alatriste fue designado como segundo al mando, contando con apenas 500 hombres se le ordenó defender al pueblo de Izúcar de Matamoros, donde avanzaban los tropas del conservador Cobos. Sin embargo ante esta desventaja numérica Alatriste no se intimidó y cumplió las órdenes estrictamente dadas por su superior con la promesa de recibir refuerzos lo más pronto posible.
El 10 de abril de 1862 el General Alatriste al mando de sus 500 hombres en el Cerro del Calvario defendió durante 6 horas su posición, siendo herido finalmente y apresado.
Al amanecer del 11 de abril, fue fusilado sin juicio o negociación alguna por parte del bando Conservador, faltando 2 semanas para la histórica Batalla de Puebla. Se dice que el general Alatriste recibió los tiros diciendo:
Si yo tuviese el dinero que me piden habría  comprado más parque y ustedes no estarían aquí.
Tiren con valor, que muero por mi Patria
Sus restos fueron traídos a la Ciudad de Puebla por el sacerdote de la Iglesia del Sagrado Corazón de Jesús donde fue sepultado.

## Legado
Su muerte exacerbó los ánimos liberales, quienes vieron en ella un ejemplo de sacrificio y valor para el movimiento, fue bautizado en su honor el callejón abierto en 1857 en los terrenos que ocupaba el Colegio de Espíritu Santo en Puebla(Calle 6 Sur y Juan de Palafox y Mendoza). El General Jesús González Ortega le declaró el 28 de octubre de 1862 Benemérito del Estado y le otorgó a su viuda e hijos una pensión vitalicia de 100 pesos y el derecho a ingresar a los mejores colegios en el Estado.